# Будинок Шемякіна
Будинок Шемякіна — прибутковий будинок на вулиці Гоголя в Одесі, місцева пам'ятка історії та архітектури.

## Історія
Будівля збудована в 1848 році. Архітектори проекту: К. Даллаква і О. С. Шашин. Будівля належала підприємцю Шемякіну і слугувала прибутковим будинком.
Будинок має оздоблений фасад, у дворику зберігся колодязь. В якийсь момент було обрізано статуї атлантів при вході.
Реставраційним бюро Архпроект-МДМ був розроблений проект реставрації будівлі. Реставрація тривала з 2000 по 2004 рік.
В грудні 2013 у будинку Шемякіна відкрився Centro Hostel Odessa. Хостел створений на базі комунальної квартири.

## Відомі мешканці
- Володимир Філатов, вчений-офтальмолог, академік (з 1915 по 1941, квартира № 4)
- С. С. Головін, офтальмолог, професор очної клініки Новоросійського університету (до 1911)
- Є. А. Шевальов — вчений-психіатр
- І. І. Іванов — історик і літературний критик, професор історії Новоросійського університету (з 1901)
- А. М. Агаронов — професор, завідувач кафедри акушерства та гінекології (до 1954)
- Олександр Данило Самуїлович Ісаакович, останній законний власник знаменитої одеської лазні (після революції, квартира № 4).